# بابلو غونزاليس برناردو
بابلو غونزاليس برناردو (بالإسبانية: Pablo González Bernardo) هو موزع إسباني، ولد في 1975 في أوفييدو في إسبانيا.

## وصلات خارجية
- الموقع الرسمي
- بابلو غونزاليس على موقع ميوزك برينز (الإنجليزية)
- بابلو غونزاليس على موقع ديسكوغز (الإنجليزية)